# Lambeth (burg)
Lambeth este un burg londonez sud-vestul părții centrale a Londrei.
1. ↑   https://ons.maps.arcgis.com/home/item.html?id=a79de233ad254a6d9f76298e666abb2b Lipsește sau este vid: |title= (ajutor)
2. ↑  „Lambeth: Total Population”. A Vision of Britain Through Time. Great Britain Historical GIS Project. Accesat în 6 septembrie 2011.